# Xã Lafayette, Quận Owen, Indiana
Xã Lafayette (tiếng Anh: Lafayette Township) là một xã thuộc quận Owen, tiểu bang Indiana, Hoa Kỳ. Năm 2010, dân số của xã này là 1.207 người.